# Michael Frank Goodchild
Michael Frank Goodchild (24 de febrero de 1944) es un geógrafo británico-estadounidense.

## Biografía
Es licenciado en Física, del Downing College, Cambridge , Cambridge, Inglaterra, en 1965, además de ser Doctor en Geografía, de la Universidad McMaster, Hamilton, de Ontario, en 1969. 
Es pionero en los estudios de la Ciencia de la Información Geográfica, el análisis espacial y la incertidumbre en los datos geográficos.
Es profesor emérito en la Universidad de California, Santa Bárbara, miembro electo de la Academia Nacional de Ciencias y miembro extranjero de la Royal Society of Canada, de la Academia Estadounidense de Artes y Ciencias, y es miembro extranjero de la Royal Society y miembro de la Academia Británica. En 2007 recibió el Premio Vautrin Lud.